# بروس سترالي
بروس سترالي (بالإنجليزية: Bruce Straley)‏، وهو فنان ومخرج ألعاب فيديو أمريكي، عمل مع زملائه في مشاريع تطوير الألعاب مثل سلاسل أنشارتد وجاك أند دكستر وغيره.

## روابط خارجية
- بروس سترالي على موقع IMDb (الإنجليزية)
- بروس سترالي على موقع قاعدة بيانات الفيلم (الإنجليزية)